# Bannie du foyer
Pour les articles homonymes, voir Tormento.

Yvonne Sanson et Amedeo Nazzari dans une scène du film

Bannie du foyer (Tormento) est un film italien réalisé Raffaello Matarazzo, sorti en 1950
Le film a comme principaux interprètes Amedeo Nazzari et Yvonne Sanson, le couple symbole des mélodrames « strappalacrime », dont Raffaello Matarazzo est considéré comme le maître.

## Synopsis
Anna vit malheureuse avec le père et la belle-mère, après la énième dispute, son fiancé Carlo l’emmène loin de la maison. Pour se marier, il demande la liquidation de son associé, moitié délinquant qui est retrouvé mort le lendemain. Carlo est arrêté et condamné pour homicide et épouse Anna en prison qui dans le même temps est enceinte. La femme a du mal à trouver du travail et après de nombreuses tentatives, elle est embauchée comme laveuse d’assiettes dans une boîte de nuit. Par hasard elle rencontre Enzo, un vieil ami de jeunesse qui travaille comme chanteur. Enzo demande au directeur du local de lui changer de poste et de lui donner une prime qu’il sera prêt à rembourser. Cependant le propriétaire pense de séduire Anna qui le rejette et pour cette raison, elle perd son travail.
À cause de la maladie de la fille, la femme est obligée de revenir chez la belle-mère qui accepte de prendre soin de l’enfant mais Anna doit disparaître de sa vie. Par amour de sa fille, Anna accepte mais Enzo, revenu dans la maison et discutant avec la domestique de la belle-mère, découvre la vérité et décide d’organiser une confrontation entre mère et fille. Anna a une altercation avec la mère supérieure mais l’autorise à sortir, cependant la femme s’écroule, évanouie, le long de la route.
Pendant ce temps Carlo est reconnu innocent et libéré. Il revient trouver l’enfant et découvre lui aussi toutes les machinations de la belle-mère, il prend l’enfant et il se rend à l’institut où est hospitalisée Anna qui voyant, mari et fille, guérit.

## Fiche technique
- Réalisateur : Raffaello Matarazzo
- Assistant réalisateur : Francesco Rosi
- Dates de sortie :
  - Italie : 11 février 1950
  - France : 13 février 1953

## Distribution
- Amedeo Nazzari: Carlo Guarnieri
- Yvonne Sanson: Anna Ferrari
- Tina Lattanzi : Matilde Ferrari

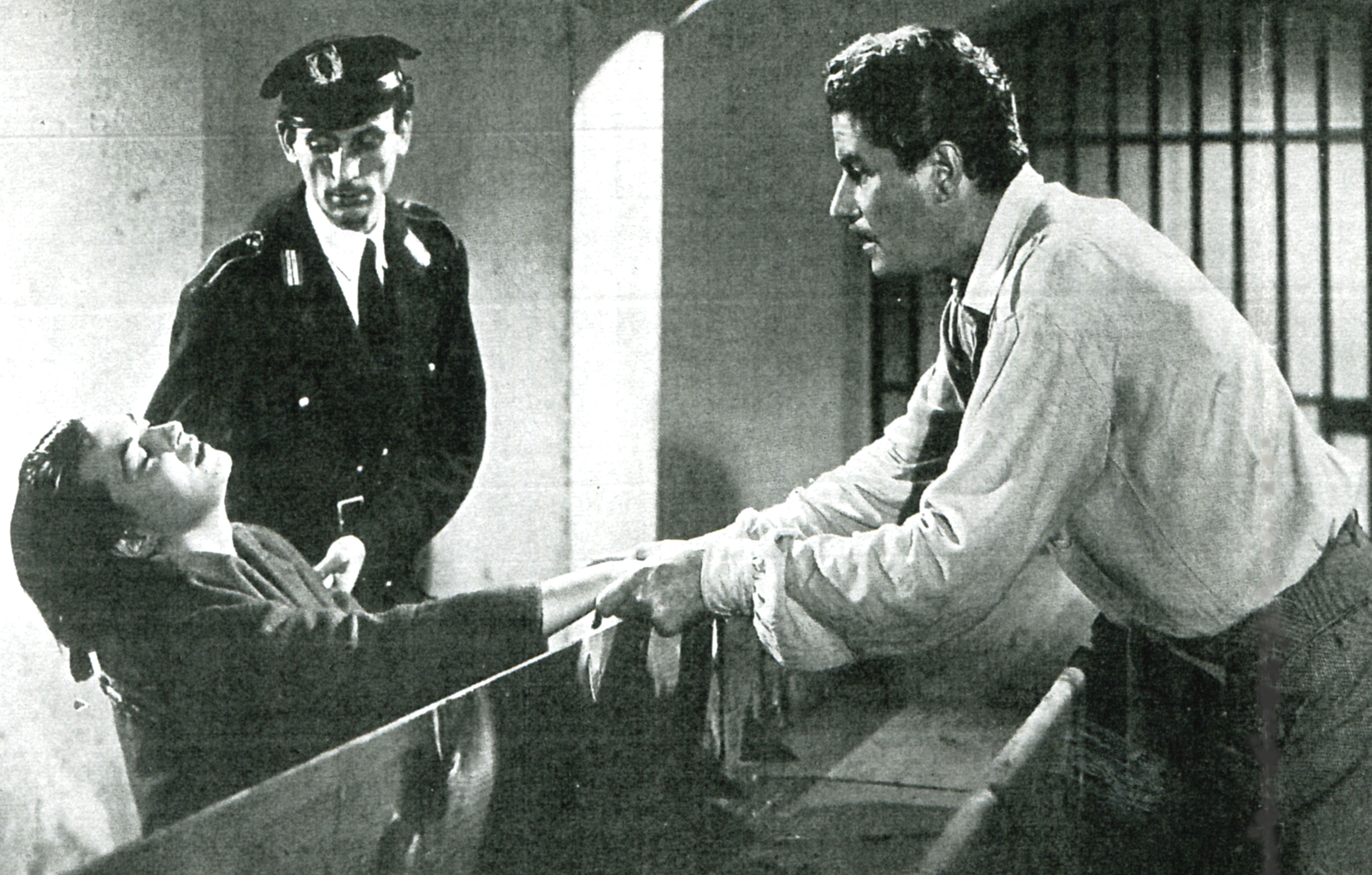
Yvonne Sanson et Amedeo Nazzari dans une scène du film.

- Annibale Betrone : Gaetano Ferrari
- Teresa Franchini : Rosina
- Roberto Murolo: Enzo Sandri
- Aldo Nicodemi (it) : Ruffini
- Giuditta Rissone : Suor Celeste
- Vittorio Sanipoli
- Rosalia Randazzo: Pinuccia